# Oreosparte
Oreosparte é um género monotípico de plantas com flores pertencentes à família Apocynaceae. A sua única espécie é Oreosparte celebica.
A sua área de distribuição nativa encontra-se na Malésia Ocidental e Central.